# Constante de von Kármán
En mécanique des fluides, la constante de von Kármán,
nommée d'après Theodore von Kármán, est une constante sans dimension décrivant le profil logarithmique des vitesses d'un fluide turbulent sans glissement à la limite. L'équation décrivant un tel profil est la suivante :
{\displaystyle u={\frac {u_{\star }}{\kappa }}\ln {\frac {z}{z_{0}}},}
où u est la vitesse moyenne du fluide à la hauteur z au-dessus de la limite. La hauteur de rugosité (aussi appelée longueur de rugosité) z0 est la hauteur à laquelle u apparaît être nulle. En outre. cette constante κ vaut typiquement 0.41. {\displaystyle u_{\star }} est la vitesse de frottement qui dépend de la contrainte de cisaillement τw à la limite du flot :
{\displaystyle u_{\star }={\sqrt {\frac {\tau _{w}}{\rho }}},}
où ρ masse volumique du fluide.
La constante de von Kármán est souvent utilisée en modélisation des turbulences, par exemple en météorologie de la couche limite pour calculer les flux de quantité de mouvement, de chaleur et d'humidité entre l'atmosphère et le sol. Elle est considérée comme étant universelle (κ ≈ 0.40). Cependant Gaudio, Miglio et Dey
affirment que cette constante n'est pas si universelle en ce qui concerne les écoulements au-dessus d'un lit de sédiments mobile.
Récemment, la constante de von Kármán a été réévaluée. À la suite de 18 évaluations, la littérature estime que cette constante est comprise entre 0.383 et 0.385,,.